# Friederike Müller (Pianistin)

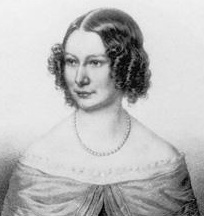
Friederike Müller, Lithographie von Anton Hähnisch, 1847

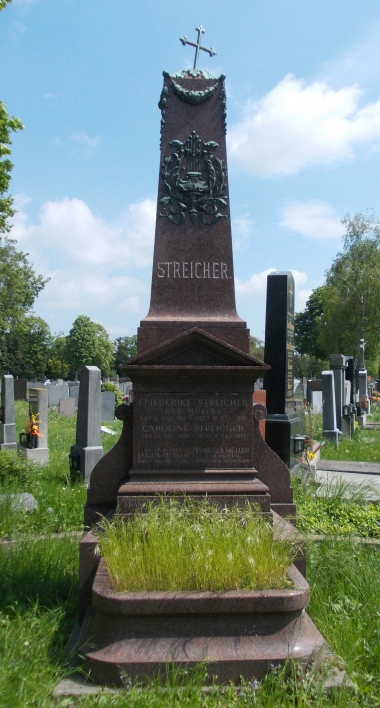
Grabstätte von Friederike Streicher

Friederike Maria Wilhelmine Müller (* 3. Juli 1816 in Brünn, Mähren; † 12. Dezember 1895 in Wien) war eine österreichische Pianistin.

## Leben
Ihre Eltern waren Moritz Müller, Aktuar beim k. k. Judicium delegatum militare mixtum für Mähren und Schlesien mit Sitz in Brünn, sowie Wilhelmine Friederike Maria Müller geb. Sedelmeyer. Nachdem die Mutter offenbar früh verstorben war, lebte Friederike Müller bei drei Schwestern ihres Vaters in Wien, von denen die eine – Caroline – ein Mädchen-Erziehungs-Institut in der Wiener Innenstadt leitete. Ersten Klavierunterricht erhielt sie von Wenzel Plachy (1785–1858), seit 1811 Organist an der Piaristen-Kirche. 
Mit einer der Tanten ging „Frizzi“ Anfang März 1839 nach Paris, um bei Frédéric Chopin Unterricht zu nehmen. Er widmete ihr das Allegro de concert op. 46. Nach ihrer Rückkehr 1841 sind einige Konzerte belegt, z. B. im Dezember 1841 im Saal der Firma Streicher in der Ungargasse und am 17. April 1842 im Saal des Wiener Musikvereins. Im Winter 1844/45 studierte sie nochmals für einige Wochen bei Chopin.
Über ihren Aufenthalt in Paris und ihre Begegnungen mit Chopin verfasste sie eine Art Tagebuch in Form von etwa 230 Briefen an ihre Wiener Tanten. Sie stellen eine überaus wertvolle Quelle zu dessen Biographie dar, sind aber bislang nur auszugsweise veröffentlicht worden, zuerst von dem Chopin-Biographen Friedrich Niecks.
In Wien konzertierte sie mehrfach mit dem Jansa-Quartett. Ihren Lebensunterhalt verdiente sie mit Klavierunterricht, u. a. im Mädchenerziehungsinstitut ihrer Tante Caroline. Am 7. Januar 1849 heiratete sie den Klavierbauer Johann Baptist Streicher. Seine erste Ehefrau Auguste geb. André war am 1. Juli 1847 gestorben. Friederike kümmerte sich nun vor allem um die Erziehung seiner Kinder und ihrer gemeinsamen Tochter Caroline.
Sie starb im 80. Lebensjahr. Bei der Trauerfeier am 19. Januar 1896 in der Augustinerkirche (Wien) wurde Cherubinis Requiem unter Leitung von Ferdinand Löwe aufgeführt.
Ihre letzte Ruhestätte befindet sich auf dem Wiener Zentralfriedhof (Gruppe 27B, Reihe 1. Nummer G2).

## Werke
- Friedrich Niecks, Friedrich Chopin als Mensch und Musiker, Leipzig 1890, Band 2, S. 366–370 (Friederike Müllers Erinnerungen an Chopin) (Digitalisat)
- Aus dem Tagebuch einer deutschen Chopin-Schülerin, in: Chopin-Almanach. Zur hundertsten Wiederkehr des Todesjahres von Fryderyk Chopin, Potsdam 1949, S. 134–142
- Aus dem Tagebuch einer Wiener Chopin-Schülerin (1839–1841, 1844–1845), in: Wiener Chopin-Blätter, 1994, S. 6ff.
- Uta Goebl-Streicher, Friederike Müller, eine Lieblingsschülerin Chopins, in ihren unbekannten Briefen aus Paris (1839–1841, 1844–1845), in: Notations 1985–2015, hrsg. von Karin Wagner und Anton Voigt, Wien: Universaledition, 2015, S. 263–276
- Uta Goebl-Streicher, Frédéric Chopin. Einblicke in Unterricht und Umfeld. Die Briefe seiner Lieblingsschülerin Friederike Müller, Paris 1839–1845 (= Musikwissenschaftliche Schriften, 51), München/Salzburg: Katzbichler 2018; ISBN 978-3-87397-214-8
- Briefwechsel Robert und Clara Schumanns mit Korrespondenten in Österreich, Ungarn und Böhmen, hg. von Klaus Martin Kopitz, Michael Heinemann, Anselm Eber, Jelena Josic, Carlos Lozano Fernandez und Thomas Synofzik (= Schumann-Briefedition, Serie II, Band 27), Köln: Dohr 2023, S. 1385–1455; ISBN 978-3-86846-052-0